# Relations entre Trinité-et-Tobago et l'Union européenne
Les relations entre Trinité-et-Tobago et l’Union européenne sont à la fois bilatérales et régionales, avec la Communauté d'États latino-américains et caraïbes et la Communauté caribéenne. De plus, Trinité-et-Tobago fait partie des pays ACP.

## Aide au développement
Les relations bilatérales se focalisent sur le soutien à la compétitivité, les questions environnementales et le sucre.

## Sources

## Compléments